# Friedrich Hildebrandt (Politiker)

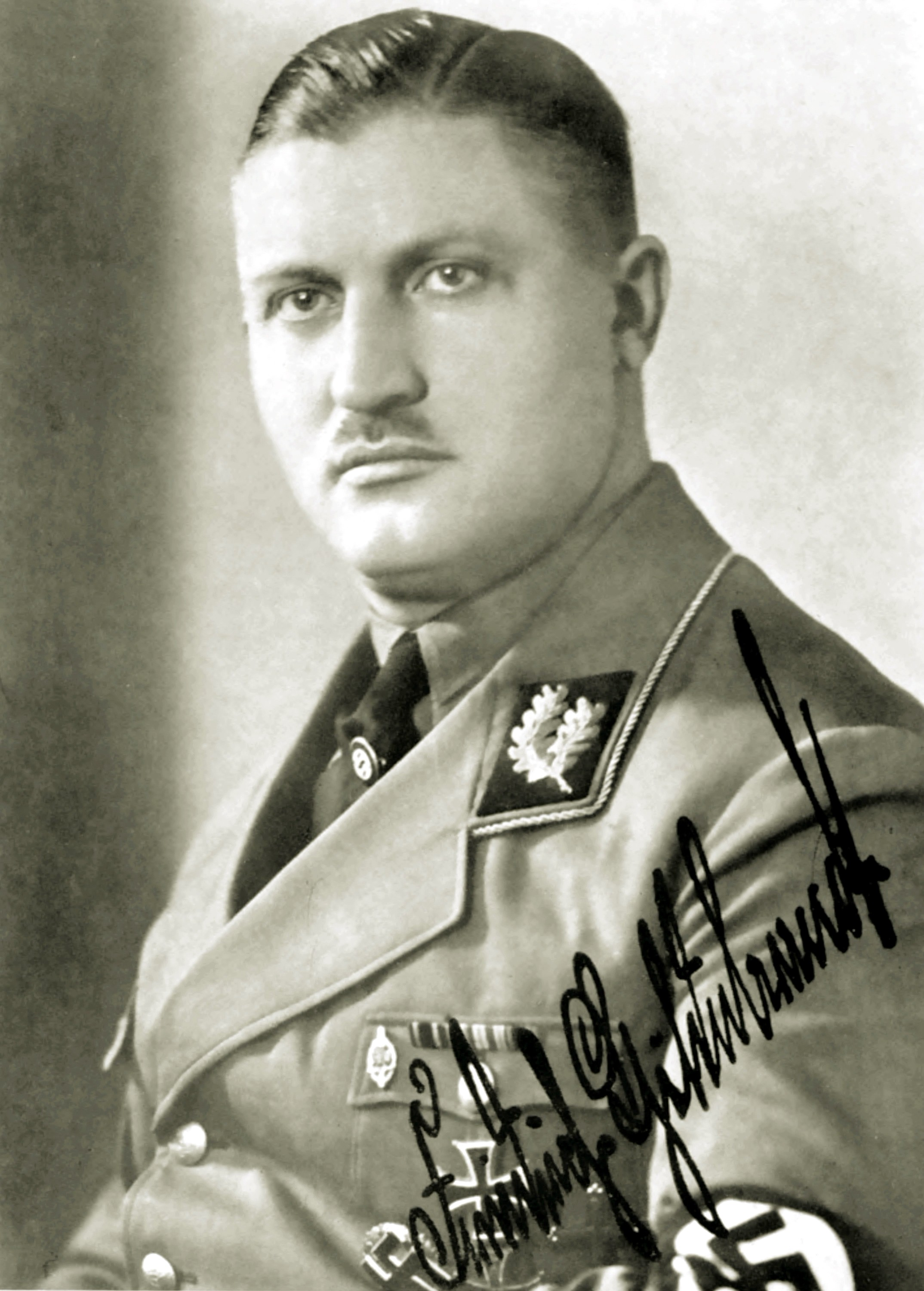
Reichsstatthalter und Gauleiter Friedrich Hildebrandt (1934)

Friedrich Karl Heinrich August Hildebrandt (* 19. September 1898 in Kiekindemark; † 5. November 1948 in Landsberg am Lech) war Reichsstatthalter, Gauleiter der NSDAP, SS-Obergruppenführer und zum Tode verurteilter Kriegsverbrecher.

## Leben und Beruf
Friedrich Hildebrandt wurde als jüngerer Sohn des namensgleichen Landarbeiters und Steinschlägers Friedrich Johann Theodor Hildebrandt (1871–?) und dessen Frau Bertha Anna Emma geb. Harbrecht (1874–1932) geboren. Als er vier Jahre alt war, ließen sich seine Eltern am 1. August 1903 in Schwerin scheiden. Beide Elternteile heirateten später erneut.
Hildebrandt besuchte von 1905 bis 1912 die Volksschule in Benzin bei Lübz, Groß Lüben und Legde, arbeitete anschließend von 1912 bis 1914 als Tagelöhner in der Landwirtschaft und fand dann in Wilsnack eine Beschäftigung als Eisenbahnhilfsarbeiter. Eine Ausbildung zum Betriebsanwärter konnte er wegen des Kriegsausbruches nicht mehr beginnen. Während des Ersten Weltkrieges meldete er sich am 25. November 1916 als Kriegsfreiwilliger. Hildebrandt wurde zunächst dem Rekruten-Ersatz-Depot des Ersatzbataillons des Reserve-Infanterie-Regiments Nr. 24 in Neuruppin zugeteilt. Anfang 1917 folgte der Kriegseinsatz an der Westfront. In seinem ersten Einsatzjahr wurde er durch Bauchschuss und Giftgas schwer verletzt. Am 6. August 1918 wurde das Reserve-Infanterie-Regiment Nr. 24 aufgelöst und verteilt. Hildebrandt gelangte so zum Infanterie-Regiment „Großherzog Friedrich Franz II. von Mecklenburg-Schwerin“ (4. Brandenburgisches) Nr. 24. Nach einem Lazarettaufenthalt in Wittenberg kehrte er im November 1918 nach Legde zurück und trat dort im Dezember in die neu gegründete Deutschnationale Volkspartei (DNVP) ein. Am 13. Januar 1919 schloss er sich dem von seinem ehemaligen Vorgesetzten Hauptmann Cordt von Brandis gegründeten Freikorps an. Dieses Freikorps kam in Schlesien und im Baltikum zum Einsatz, dabei wurde Hildebrandt am 6. Juli 1919 in Riga gefangen genommen. Nach dem Verhör durch lettische und britische Offiziere konnte er wieder zu seiner Kompanie zurückkehren. Zuvor noch zum Vizefeldwebel befördert, wurde er am 15. Januar 1920 aus der Truppe entlassen. Unmittelbar danach kam er zur vierten Einsatzhundertschaft der Sicherheitspolizei in Halle-Merseburg. Die Einsatzhundertschaft war in Ohrdruf zusammengestellt worden und kam vorwiegend im Zusammenhang mit dem Kapp-Putsch zum Einsatz. Wegen des gewaltsamen Vorgehens gegen Angehörige der proletarischen Arbeiterwehren vom 16. bis 20. März 1920 in Osterfeld und Weißenfels, die auf beiden Seiten zu zahlreichen Todesopfern führten, wurde Wachtmeister Hildebrandt später angeklagt, in einem Prozess jedoch freigesprochen. Im Juni 1920 wurde er wegen „verbaler Entgleisungen“ aus dem Dienst entlassen. Danach arbeitete er als Landarbeiter und war von 1921 bis 1922 Vorsitzender der Kreisgruppe Westprignitz des Brandenburgischen Landarbeiterbundes. Im September 1922 nahm er als Delegierter am Görlitzer Parteitag der DNVP teil und sympathisierte dort mit dem von Albrecht von Graefe geführten rechten Parteiflügel. Kurze Zeit später wurde Hildebrandt aufgrund innerparteilicher Streitigkeiten aus der DNVP ausgeschlossen. Daraufhin schloss er sich der Organisation Roßbach an.
Am 19. Oktober 1923 heiratete Hildebrandt die aus Groß Breesen/Güstrow stammende Elise Else Christine Krüger (1900–1986) in Pinnow. Aus der Ehe gingen bis 1946 sechs Kinder hervor. Tochter Ingeburg (1926–?) erkrankte im Alter von drei Jahren schwer und litt zeitlebens unter den Folgen. Der 1925 geborene Sohn Teutobert fiel am 14. März 1945 bei Danzig.

## Politisches Wirken 1924–1945

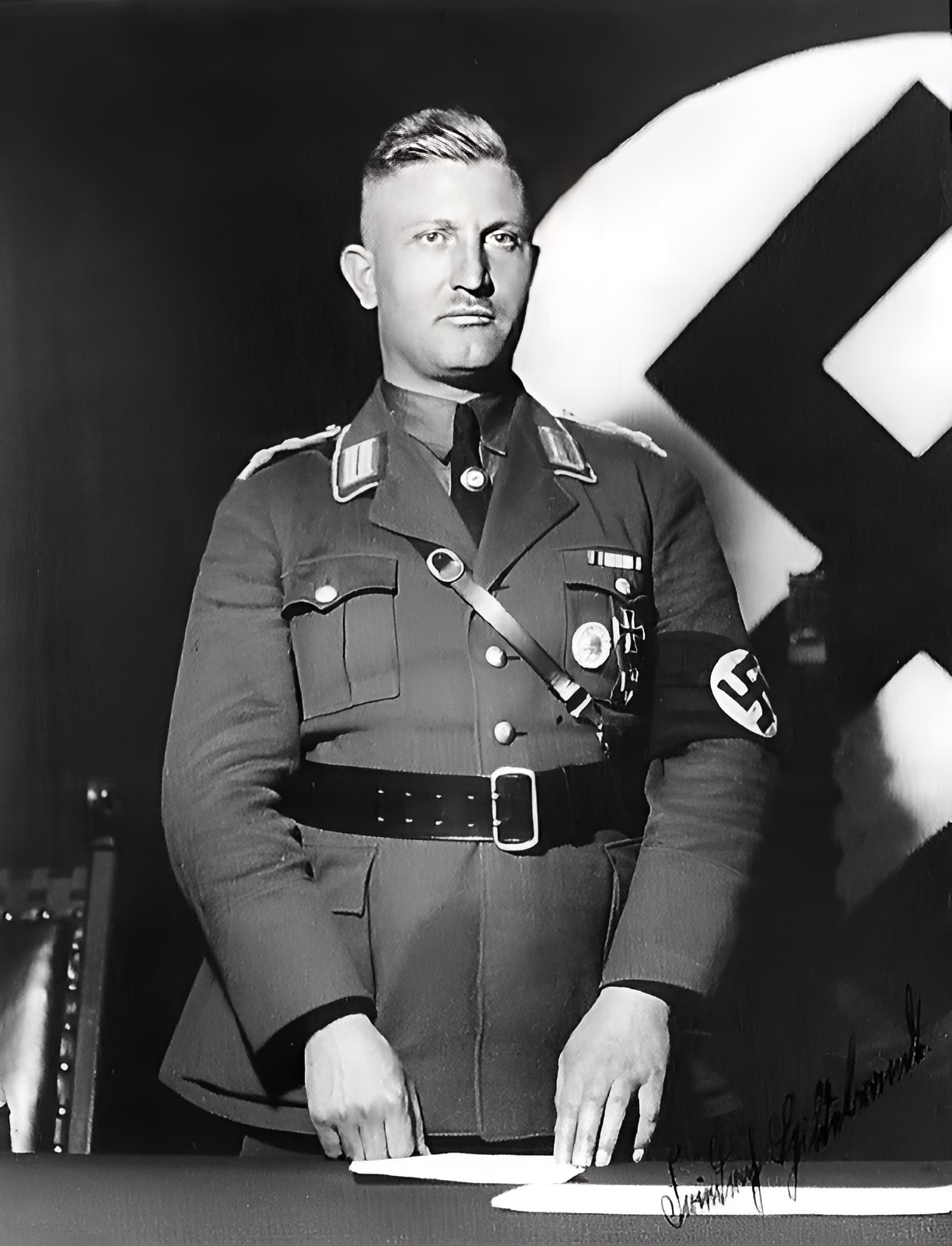
Reichsstatthalter Hildebrandt im Bürgerschaftssaal des Lübecker Rathauses (1933)

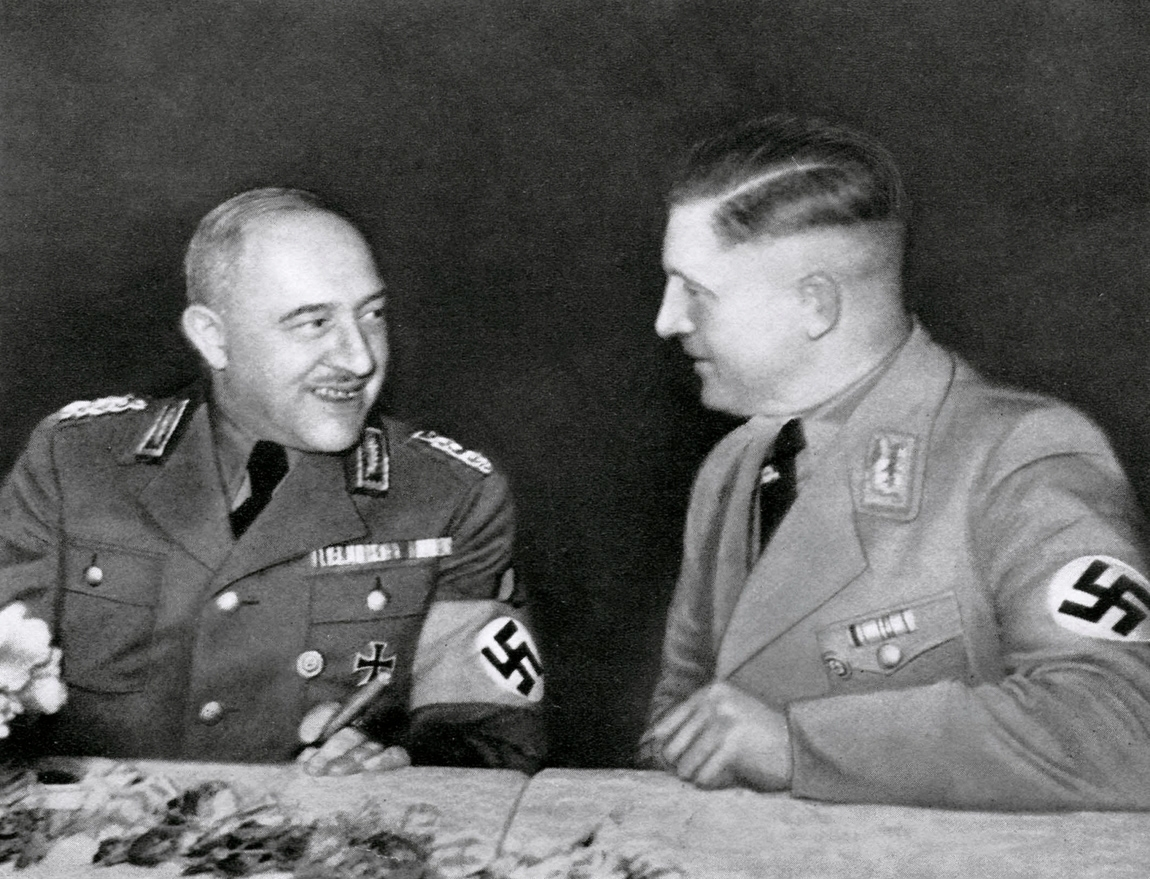
Konstantin Hierl und Friedrich Hildebrandt (1939)

1924 wurde Hildebrandt Mitglied der Deutschvölkischen Freiheitspartei (DVFP). Für die DVFP war er von 1924 bis März 1925 Abgeordneter im Landtag von Mecklenburg-Schwerin. Nach einem persönlichen Treffen mit Adolf Hitler am 16. Februar 1925 in München trat er der NSDAP bei; die offizielle Aufnahme erfolgte am 8. Mai 1925 (Mitgliedsnummer 3.653). Hildebrandt behielt sein Landtagsmandat und wurde so zum ersten NSDAP-Abgeordneten im Mecklenburg-Schwerinschen Landtag. Am 27. März 1925 ernannte ihn Gregor Strasser zum Gauleiter für den neu geschaffenen Gau Mecklenburg-Lübeck. Im Juni desselben Jahres gründete er das Parteiorgan Niederdeutscher Beobachter.
Zudem verfasste er 1925 das Manuskript Lösung der Judenfrage. Seine Schrift befasste sich hauptsächlich mit dem mecklenburgischen Landadel, den er als „stark verjudet“ ansah. Die Münchener Parteizentrale war wenig begeistert, wie die Beurteilung zeigt: „Viel Phantastereien, die obendrein sehr gefährlich sind, wenn sie in die Hände von Gegnern kommen.“
Mit der Wahlniederlage der NSDAP am 6. Juni 1926 verlor er sein Landtagsmandat. Hildebrandt fehlten fortan die regelmäßigen Geldbezüge, wodurch er und seine Familie zeitweilig in eine Notlage gerieten. Nur durch die finanzielle Unterstützung einiger Spender, zu denen auch Rittmeister Adolf von der Lühe (1860–1934) gehörte, konnte er seine Parteiarbeit fortsetzen. Noch im selben Jahr zog er mit seiner Familie nach Parchim, wohin auch die Gauzentrale (Bauhofstraße Nr. 2) verlegt worden war. An seinem neuen Wohnsitz wirkte er von November 1927 bis Januar 1930 als Stadtverordneter.
Am 23. Juni 1929 wurde er erneut für die NSDAP in den Schweriner Landtag gewählt.
Nach der Trennung Otto Strassers von der NSDAP meldete die von Strasser herausgegebene Zeitung Nationaler Sozialist, Hildebrandt habe sich Strassers neuer Gruppierung angeschlossen. Daraufhin wurde Friedrich Hildebrandt am 1. Mai 1930 als Gauleiter beurlaubt und zum stellvertretenden geschäftsführenden Gauleiter degradiert. Am 11. Juli 1930 erschien im Niederdeutschen Beobachter eine Erklärung, in der er sich mit den „revolutionären Nationalsozialisten“ solidarisierte. Nach einer Diffamierungskampagne im Völkischen Beobachter, die sich gegen die „disziplinlosen Quertreiber“ und das „Literatengesindel“ richtete, distanzierte sich Hildebrandt von Otto Strasser und dessen Ideen. Zudem ließ er der Presse gegenüber verlautbaren, dass er nicht vorhabe, zu Strasser überzulaufen.
Bei der Reichstagswahl 1930 am 14. September 1930 wurde Hildebrandt zum Reichstagsabgeordneten für den Reichstagswahlkreis 35 gewählt, der den Freistaat Mecklenburg-Schwerin, den Freistaat Mecklenburg-Strelitz und die Freie und Hansestadt Lübeck umfasste.
Anfang März 1931 erfolgte seine Wiedereinsetzung als Gauleiter. Hildebrandt reiste anschließend nach München, um sich dort am 4. März mit Hitler zu treffen.
Hildebrandt stand in dieser Zeit im regen persönlichen und brieflichen Kontakt zum abgedankten Großherzog Friedrich Franz IV., dessen Sohn Friedrich Franz im Mai 1931 in NSDAP und SS eingetreten war. Das gute Einvernehmen ging sogar so weit, dass der Erbgroßherzog den Wahlkampf von Hildebrandt aktiv unterstützte. Friedrich Franz hatte wenig Berührungsängste, so kommentierte er gegenüber Hildebrandt erfreut die Ermordung zweier Kommunisten in Doberan: „Zum Glück sind mal zwei von der anderen Seite umgekippt“.
In den Jahren 1931/32 kam es zu zahlreichen Zusammenstößen zwischen den politischen Gegnern. Hildebrandt wusste die Situation für seine Propaganda geschickt auszunutzen. Verletzte und Tote, wie der angeblich ermordete SA-Mann Karl Friedrich Wittenburg, stilisierte er zu „Blutopfern der Bewegung“. Die Auseinandersetzung zwischen Bergedorfer Reichsbanner-Angehörigen und SA am 10. Juli 1932 in Hagenow bildete einen blutigen Höhepunkt. An diesem Tag stürmten SA-Angehörige in Anwesenheit von Hildebrandt das Hagenower Gewerkschaftshaus, in dem die Reichsbanner-Angehörigen ihre Versammlung abhielten. Das Inventar wurde zertrümmert und vor dem Haus entwickelte sich eine wilde Schießerei. Während der bewaffnete Reichsbanner-Angehörige Alfred Hinze von der Ordnungspolizei verhaftet wurde, blieb der mit einer Pistole bewaffnete NSDAP-Gauleiter Hildebrandt unbehelligt.
Bei der Landtagswahl am 5. Juni 1932 errang er erneut ein Landtagsmandat. Die NSDAP verfügte nach der Wahl über die absolute Mehrheit der Landtagssitze. Nunmehr wurde der Freistaat Mecklenburg-Schwerin von einer nationalsozialistischen Landesregierung regiert.
Hildebrandt suchte nicht nur die Auseinandersetzung mit anderen politischen Parteien und Organisationen. Er war auch selbsterklärter Gegner der katholischen Kirche. In Parchim äußerte er bereits vor der Machtübernahme: „Wenn ich erst einmal am Ruder bin, werde ich dafür sorgen, dass innerhalb von zwei Jahren kein Katholik mehr in Mecklenburg ist.“
Nach der „Machtergreifung“ der Nationalsozialisten behielt Hildebrandt sein Mandat im Reichstag bis zum Ende des Zweiten Weltkrieges. Am 24. März 1933 wurde er als Reichskommissar für beide Mecklenburg eingesetzt. Seine Ernennung zum Reichsstatthalter für Mecklenburg-Schwerin, Mecklenburg-Strelitz und Lübeck folgte am 26. Mai 1933. Die Ernennung hatte sich jedoch verzögert, da es seitens des Reichspräsidenten Hindenburg Bedenken gab. Führende Vertreter der mecklenburgischen Ritterschaft hatten persönlich Einspruch erhoben. Hildebrandts Verwicklung in den Mord an Andreas von Flotow, der angeblich auf der Flucht erschossen wurde, war bei der Ritterschaft noch nicht in Vergessenheit geraten. Das Verhältnis zwischen mecklenburgischen Adel und Reichsstatthalter blieb nachhaltig gestört.
1933 wurde Hildebrandt zum NSDAP-Reichsredner ernannt. Er galt als befähigter Redner, der meist ohne Manuskript auskam.
Nachdem die Machtposition gefestigt war, setzte Hildebrandt die Vereinigung der beiden mecklenburgischen Freistaaten durch. Am 13. Oktober 1933 beschlossen die beiden Landesparlamente im Rostocker Ständehaus die Vereinigung von Mecklenburg-Schwerin und Mecklenburg-Strelitz zum 1. Januar 1934. Der erhebliche innerparteiliche Widerstand gegen die Vereinigung blieb wirkungslos.
Am 5. Dezember 1933 trat Hildebrandt im Rang eines SS-Oberführers in die SS (Nummer 128.802) wurde der 22. SS-Standarte in Schwerin zugeteilt. In der SS wurde er am 27. Januar 1934 zum Gruppenführer und am 30. Januar 1942 zum Obergruppenführer befördert. Er gehörte dem Personalstab des Reichsführers der SS an und war stellvertretender Oberabschnittsleiter der SS in Stettin.
Im Frühsommer 1934 entging Hildebrandt einem Sturzversuch, den Ministerpräsident Hans Egon Engell und Oberst der Landespolizei Hans Heidemann sowie weitere Parteigenossen vorbereitet hatten. Sie wollten Hildebrandt aus seinem Amt drängen, mit der Anschuldigung, dass er an beginnender erblicher Geisteskrankheit leide und daher sein Amt nicht mehr ausüben könne. Als Begründung musste der Anstaltsaufenthalt von Hildebrandts Mutter Bertha und die geistige Entwicklungsstörung seiner Tochter herhalten. Nur durch das Einschreiten des Landesbischofs Walther Schulz, der persönlich bei Rudolf Heß intervenierte, und des Beauftragten der Reichsparteileitung Seidel überstand er diese Intrige. Für Ministerpräsident Engell endete die Intrige mit der unmittelbar erzwungenen Amtsaufgabe. Hans Heidemann musste sich Ende September 1934 einem Disziplinarverfahren stellen.
Im September 1935 wurde Hildebrandt Mitglied in der von Hans Frank geleiteten Akademie für Deutsches Recht, ohne jemals ein Studium absolviert zu haben; er verfügte höchstens über einen 7-klassigen Volksschulabschluss. Zudem wurde er im Februar 1936 Mitglied im Ehrenführerring des Reichsbundes der Kinderreichen, der seinerseits die menschenverachtende NS-Erbgesundheitspolitik unterstützte.
Auch mit Friedrich Scharf, dem Nachfolger von Hans Egon Engell, verband Hildebrandt keine innige Feindschaft. 1937 stellte er einen Antrag auf Abberufung des Staatsministers. Scharf genoss jedoch die Protektion der Reichsleitung der NSDAP und der SS-Führung. Nach Ablehnung des Antrages wurde Hildebrandt von der Parteiführung in aller Deutlichkeit zurechtgewiesen, er galt fortan als „Stänkerer, … der mit jedem“ im Streit befände.
Am 1. April 1937 musste Hildebrandt die NSDAP-Kreise Lübeck-Stadt und -Land an Gauleiter Hinrich Lohse (Gau Schleswig-Holstein) abtreten, da Lübeck nach den Bestimmungen des Gross-Hamburg-Gesetzes seine Eigenständigkeit verlor. Fortan war er nur noch Gauleiter und Reichsstatthalter von Mecklenburg. Zur Stärkung seiner politischen Position setzte er 1937/1938 selbstherrlich den Zusammenschluss mehrere Ortschaften seines Amtsgebietes durch, ohne dazu eine Zustimmung in den betreffenden regionalen Körperschaften einzuholen. Das betraf die Städte Rerik und Kühlungsborn mit großer politischer Inszenierung auf seine Person bezogen am 1. April 1938.
Während seiner Amtszeit bereicherte sich Hildebrandt und übervorteilte sein gesellschaftliches Umfeld. So besorgte er Parteigenossen günstige Hausbaukredite und stellte Baugrundstücke in bester Lage zur Verfügung. Zur Bewirtschaftung und Erholung erwarb Hildebrandt 1938 das 383 Hektar große Gut Gößlow bei Lübtheen, für einen äußerst günstigen Kaufpreis von 50.000 RM. Zum Missfallen einiger Volksgenossen, wie aus einem anonymen Brief hervorgeht: „Aufgeblasener Knecht … Unser teurer Führer hat eine schlechte Wahl getroffen, als er sie mit unserer Führung beauftragte. Gehen sie doch auf ihre Güter, die sie vom Volksvermögen gestohlen haben.“ Der geschäftlich umtriebige Gauleiter war zudem zeitweise Herausgeber und Besitzer der publizistischen NSDAP-Parteiorgane Niederdeutscher Beobachter, Lübecker Beobachter und Strelitzer Beobachter.
Ende August 1939 übernahm er auch den Posten des Gaujägermeisters und löste damit Martin Kliefoth (1897–1939) ab, der in den Kriegseinsatz musste.
Hildebrandt nutzte seine Machtfülle auch zur Durchsetzung von Euthanasie-Maßnahmen. Im April 1941 veranlasste er die Enteignung und Zwangsräumung des Diakonissenhauses Lobetal (Lübtheen). Die dort untergebrachten geistig behinderten Kinder wurden daraufhin in die Kinderabteilung Lewenberg nach Schwerin verbracht. Dort wurden sie später in Verantwortung des Abteilungsarztes Alfred Leu getötet. Zynisch äußerte sich Hildebrandt bei einer Tagung am 15. April 1941 in Schwerin: „Lobetal habe ich säubern lassen. Die Idioten habe ich dahin bringen lassen wo sie hingehören.“
Hildebrandts Skrupellosigkeit zeigte sich erneut im Winter 1941/42, als mehrere tausend russische Kriegsgefangene in Mecklenburg verhungerten. So äußerte er in einem Schreiben an die NSDAP-Parteikanzlei seine Besorgnis über die nun fehlenden Arbeitskräfte. Das Problem könne man jedoch umgehen, wenn noch „genug Russen nachgeliefert werden“. Während der Sitzung des Reichsverteidigungsausschusses am 17. März 1942 trat Hildebrandts Hemmungslosigkeit erneut zu Tage, so äußerte er: „… für den Führer und die Sache Adolf Hitlers verfolge ich das Recht, und wenn es über Leichen geht.“ Ende 1943 gab es in Mecklenburg 152.148 ausländische Arbeitskräfte (Zwangsarbeiter und Kriegsgefangene), deren Arbeitskraft erbarmungslos ausgebeutet wurde.
Das Amt des Gauleiters war im Zweiten Weltkrieg mit weiteren Ämtern verbunden. So wurde er im September 1939 zum Beauftragten des Reichsverteidigungskommissars im  Wehrkreis II (Gau Mecklenburg) und zum Verteidigungskommissar des Wehrkreises ernannt. Ab dem 15. November 1940 fungierte er zudem als Gauwohnungskommissar. Am 6. April 1942 ernannte ihn Fritz Sauckel zum Beauftragten des Generalbevollmächtigten für den Arbeitseinsatz (GBA) und nach Neuordnung der Reichsverteidigungsbezirke wurde er am 16. November 1942 Reichsverteidigungskommissar für Mecklenburg.
Gegen Kriegsende führte er ab dem 25. September 1944 den Deutschen Volkssturm in seinem Gau. Am 24. Februar 1945 traf er sich ein letztes Mal mit Hitler im Bunker der Reichskanzlei. Hitler hatte die Gauleiter zu sich befohlen, um ihnen die üblichen Durchhalteparolen und den späteren Einsatz von Wunderwaffen zu verkünden. Hildebrandt gehörte wohl zu den wenigen Gauleitern, die sich beeindrucken ließen. In den darauffolgenden zwei Wochen beschwor er vor Bataillons- und Kompanieführern des Mecklenburger Volkssturms in Rostock, Hagenow und Ludwigslust den Durchhaltewillen. Vom Volkssturm erwartete er „bedingungslosen Widerstandswillen“ und „fanatischen Hass“. Noch am 5. April 1945 ließ er im Rostocker Anzeiger verbreiten: „Wo sich auch nur die allergeringste Andeutung einer Lockerung der Kampfmoral zeigt, wird mit rücksichtsloser Härte durchgegriffen“. Ein von Hildebrandt gebildetes Standgericht sollte alle Straftaten verfolgen, welche die „Kampfkraft und Kampfentschlossenheit“ gefährdeten. In den letzten Wochen des Krieges hielt sich der Gauleiter zumeist in seinem unterirdischen Befehlsstand (Schweriner Gauschule) auf. Seinen letzten dokumentierten Auftritt in seiner Funktion als Gauleiter hatte er am 25. April bei der von Großadmiral Karl Dönitz einberufenen Zusammenkunft der norddeutschen Gauleiter in Plön. Hildebrandt flüchtete am 1. Mai 1945 vor den anrückenden amerikanischen Truppen aus Schwerin.

## Kriegsverbrecherprozess
Am 12. Mai 1945 wurde Friedrich Hildebrandt von britischen Militärpolizisten in Cismar verhaftet (Automatischer Arrest), im Internierungslager Gadeland interniert und nach seiner Überstellung am 1. April 1946 an die US-Armee in den Fliegerprozessen angeklagt. Wegen der Beteiligung an der Tötung abgeschossener alliierter Flieger, einem Verstoß gegen die Haager Landkriegsordnung, wurde Hildebrandt am 31. März 1947 in einem der Dachauer Prozesse von einem amerikanischen Militärgericht zum Tod durch Erhängen verurteilt. Aufgrund von Hildebrandts Anordnungen und Weisungen, die er den mitangeklagten NSDAP-Parteiangehörigen erteilte, waren von Juni bis Dezember 1944 bei Pingelshagen, Klink, Veelböken und Möllin gefangen genommene Angehörige der United States Army Air Forces getötet worden. Hildebrandt und seine Frau stellten zwei Gnadengesuche, die beide abgelehnt wurden. Das Urteil wurde zuletzt am 22. März 1948 von General Lucius D. Clay bestätigt. Die Hinrichtung wurde am 5. November 1948 um 10.46 Uhr im Kriegsverbrechergefängnis Landsberg vollzogen.
Das gegen Friedrich Hildebrandt angestrengte Strafverfahren wegen Kriegsverbrechen ist derzeit Gegenstand eines zeitgeschichtlichen Forschungsprojektes des Instituts für Zeitgeschichte Berlin-München.
Hildebrandts Verwicklung in die Euthanasiemorde in der Heil- und Pflegeanstalt Lewenberg-Sachsenberg führten zu einem weiteren Strafverfahren. Von 1946 bis 1948 versuchte die von der Sowjetischen Militäradministration eingesetzte Schweriner Staatsanwaltschaft die Auslieferung des ehemaligen Gauleiters zu erwirken. Hildebrandt sollte sich wegen Verbrechen gegen die Menschlichkeit verantworten. Briten und Amerikaner lehnten jedoch eine Auslieferung des Beschuldigten ab.

## Nachlass
Am Morgen des 1. Mai 1945 begaben sich Hildebrandt, sein Sohn Dietrich (1930–2000) und weitere Vertraute in die Gauschule Schwerin, um dort sein Privatarchiv zu sichern und abzutransportieren. Im Anschluss ließ er die in Munitionskisten verpackten Unterlagen in einem Wald bei Hagenow und in einer Kiesgrube bei Gut Gößlow vergraben. Nach dem Ende der DDR erinnerten sich die Kinder des damaligen Gauleiters an die Vergrabungsaktion vom Mai 1945. So kam es 1992 und 1994 zu aufsehenerregenden Such- und Grabungsaktionen, bei denen die Kisten schließlich gefunden wurden. Einige Gegenstände von Wert, die der Gauleiter auch versteckt hatte, wurden verkauft oder verblieben in Familienbesitz. Das aufgefundene Archivgut fand zunächst wenig Beachtung und wurde zumeist unsachgemäß eingelagert. Erst in den Jahren 1998/99 konnte das Landeshauptarchiv Schwerin den aufgefundenen Archivbestand über private Anbieter erwerben und sichern. Der schriftliche Nachlass wird seither im Schweriner Landeshauptarchiv aufbewahrt. Die schriftlichen Unterlagen sind für gau- und reichsbezogene Forschungen zum Nationalsozialismus von erheblicher Bedeutung.
Friedrich Hildebrandts Tagebuch und sein Goldenes Parteiabzeichen der NSDAP befinden sich seit 1991 in Besitz der Stiftung Mecklenburg.

## Ehrenbürgerschaften
Zahlreiche Städte Mecklenburgs verliehen Friedrich Hildebrandt die Ehrenbürgerschaft, darunter Güstrow, Rehna, Ribnitz, Rostock, Stavenhagen und Neustrelitz. Die Ehrenbürgerschaften wurden nach dem Krieg größtenteils aberkannt. Eine Aberkennung war allerdings nicht zwingend notwendig, da die Ehrenbürgerschaft mit dem Tode des Inhabers formaljuristisch endete. Nach der politischen Wende in der DDR folgten weitere Aberkennungen, so am 4. Juli 1990 in Rostock. Am 16. März 2006 folgte die Stadtvertretung von Güstrow dem Vorschlag zur Aberkennung der im Mai 1933 verliehenen Ehrenbürgerschaft Hildebrandts. Stavenhagen beschloss im Oktober 2013 die Aberkennung der am 27. Mai 1933 verliehenen Ehrenbürgerschaft.

## Auszeichnungen
- Schnalle zum Eisernen Kreuz
- Eisernes Kreuz 1. und 2. Klasse
- Königlicher sächsischer Albrechts-Orden (1915)
- Mecklenburg-Schweriner Militärverdienstkreuz 1. und 2. Klasse
- Ritterlicher Militärorden des Heiligen Heinrichs (1917)
- Verwundetenabzeichen in Silber (1918)
- Der fürstliche Orden des Hauses Hohenzollern. Ritterkreuz mit Schwertern (1918)
- Baltenkreuz 1. und 2. Klasse (1920)
- Nürnberger Parteitagsabzeichen 1929
- Ehrenwinkel der Alten Kämpfer
- Ritterkreuz des militärischen Verdienstkreuzes mit Schwertern
- Orden des deutschen Adlers 1. Grades mit Schwertern
- Orden des deutschen Adlers 2. Grades mit Schwertern
- Goldenes Ehrenzeichen der NSDAP (November 1933)
- Gau-Ehrenzeichen für Mecklenburg 1925 (1933)
- Ehrenkreuz des Weltkrieges 1914–1918 mit Schwertern (1934)
- Blutorden
- Ehrendolch des SS-Reichsführers
- Ehrensäbel des SS-Reichsführers
- SS-Ehrenring
- Medaille für Dienstjahre in der SS 2. Grades
- SS-Zivilabzeichen (Verleihungsnummer 139.296)
- Goldenes HJ-Ehrenzeichen
- Deutsches SS-Vlies in Bronze
- Luftschutz-Ehrenzeichen 1. und 2. Stufe (1938)
- Medaille zur Erinnerung an den 13. März 1938
- Medaille zur Erinnerung an den 1. Oktober 1938
- Kriegsverdienstkreuz 1. und 2. Klasse mit Schwertern (1942)
- Dienstauszeichnung der NSDAP in Bronze/Silber/Gold (1943)

## Ergänzendes

### Familienwappen
1935 ließ Hildebrandt für seine Familie ein Wappen entwerfen, das in seiner Gestaltung dem Zeitgeist entsprach. In rot der Dreieckschild, auf ihm ein goldener Amboss mit silbernen Eisen, darüber der goldgestielte Schmiedehammer, flankiert von zwei silbernen Pflugscharen. Stechhelm mit rot-silberner Helmdecke und offenen roten Flug als Helmzier, rechts belegt mit einer Pflugschare, links belegt mit einem Schmiedehammer.